# 28-cm-Schnelladekanone C/34
Die 28 cm S.K. C/34  (SK = Schnellladekanone) war ein Schiffsgeschütz der deutschen Reichsmarine und Kriegsmarine, welches im Zweiten Weltkrieg zum Einsatz kam.

## Beschreibung

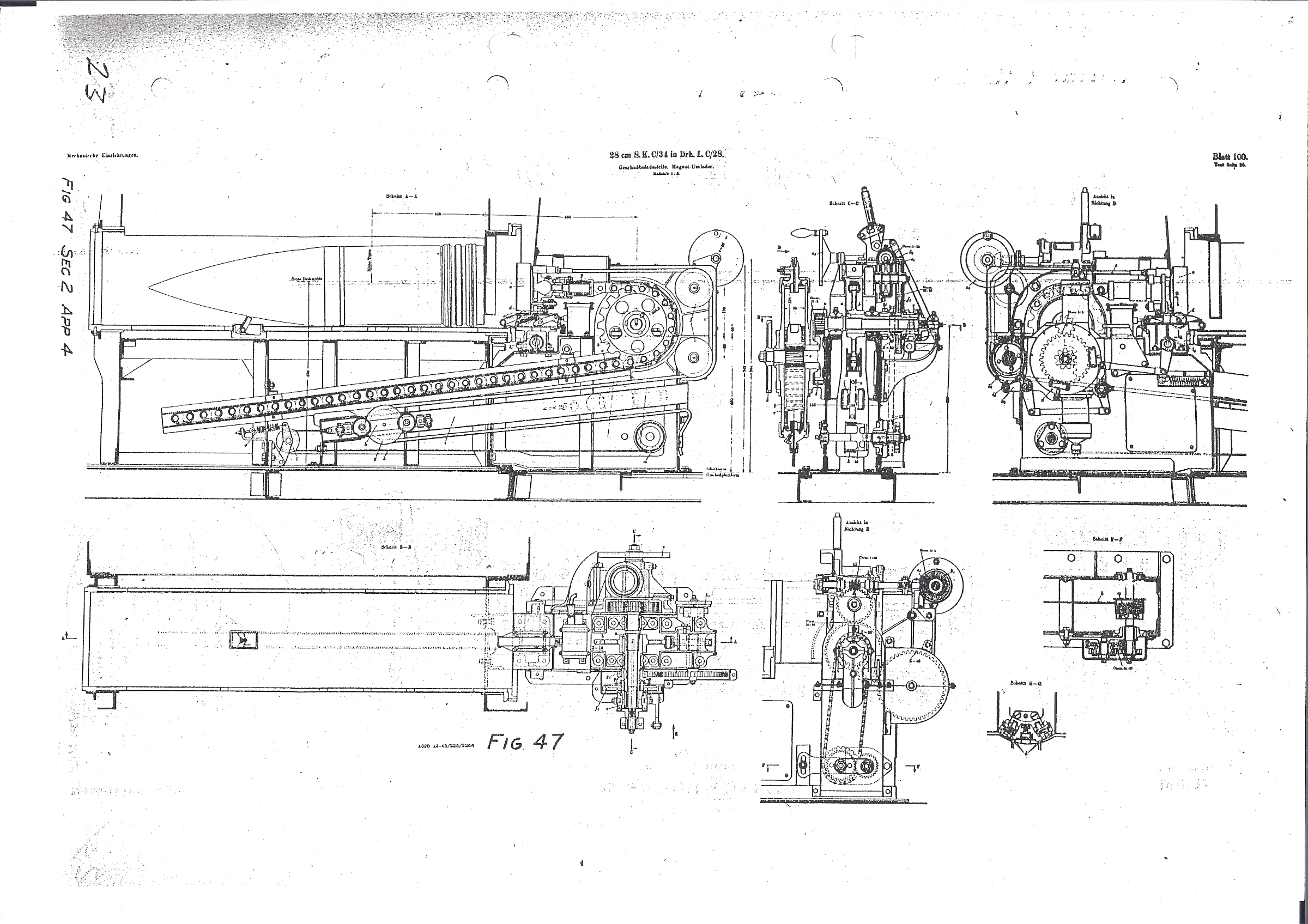
Lademechanik der Kanone 28 cm S.K. C/34

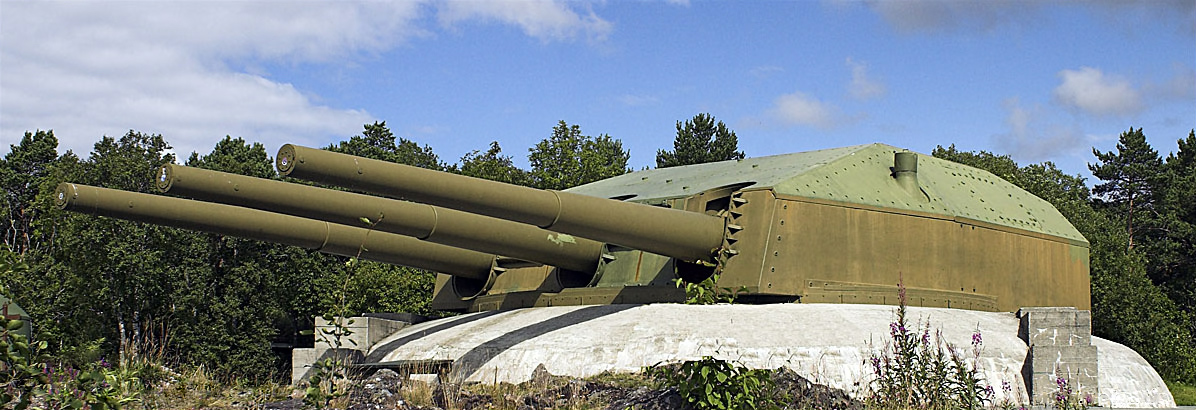
Turm der Gneisenau in Austrått-Fort, Ørlandet, Norwegen

Die 28 cm S.K. C/34 war eine Weiterentwicklung der Vorgängerversion 28 cm SK C/28, die für die Scharnhorst-Klasse konzipiert wurden und auf den Schiffen Scharnhorst und Gneisenau zum Einsatz kam. Für die schweren Projektile wurde eine besondere Ladeeinrichtung entwickelt, um die Bedienmannschaften der Geschütze zu entlasten. Die bemerkenswerte Reichweite ermöglichte einen Schuss von der Scharnhorst, um damit den Flugzeugträger Glorius auf eine Entfernung von 24.200 Metern zu treffen. Die Geschütze der Gneisenau wurden nach deren Beschädigung 1942 ausgebaut und in Norwegen zur Küstenverteidigung wie in Festung Fjell und Festung Agdenes installiert.

## Technische Daten
Nachfolgende Daten aus zeitgenössischen Quellen:

### Lafette
- Bezeichnung:             28 cm Drh.L. C/28
- Gewicht:                 750 t, davon Drehpanzer 178 t
- Kaliber:                 28,3 cm
- Rohrzahl:                3
- Anzahl der Richtachsen:  2
- Mündungsgeschwindigkeit: 890 m/s
- größte Erhöhung:         40°
- größte Senkung:          −10°
- größte Schussweite:      39.800 m
- größte Flughöhe:         12.800 m
- Lebensdauer:             340 Schuss
- Feuergeschwindigkeit:    ~3,5 Schuss je Rohr und Min.
- max. Schwenkgeschw:      6°/s
- max. Höhenrichtgeschw:   8°/s

### Munition
Die Munition der 28 cm SK C/34 ist geteilt und besteht aus Geschoss, Vorkartusche und Hülsenkartusche, die entsprechend den Zielanforderungen geladen wurde.
Das Laden der Waffe erforderte 2 Ansetzvorgänge. Im ersten wurde das Geschoss geladen. Im zweiten die beiden Treibladungsbestandteile.
Gegen schwer gepanzerte Ziel wurde die Panzersprenggranate eingesetzt, die auf 20 km ca. 25 cm Panzerstahl durchschlagen kann und nach Durchschlag des Panzers mit Zündverzögerung im Inneren des Ziels zur Detonation kam.
Gegen leicht- und ungepanzerte Ziele wurden die Sprenggranaten verwendet, wobei die Sprenggranate mit Bodenzünder bedingt durch die Zündverzögerung Schaden im Inneren des Ziels verursacht.

#### Geschosse
- 28 cm Pzgr. L/4,4 (m.Hb) (Panzersprenggranate mit Bodenzünder und ballistischer Haube)
- 28 cm Spgr. L/4,4 Bdz (m.Hb) (Sprenggranate mit Bodenzünder und ballistischer Haube)
- 28 cm Spgr. L/4,4 Kz (m.Hb) (Sprenggranate mit Kopfzünder und ballistischer Haube)
- (behelfsmäßig) 28 cm Spgr. L/4,4 Kz (mhB) Haube abgeschraubt (Sprenggranate mit Kopfzünder (Zeitzünder S/60 nA) mit abgeschraubter Haube) Geschoss wurde im sogenannten Zonenschießverfahren gegen Luftziele verschossen

#### Treibladung
- Hülsenkartusche zu 127 kg
- Vorkartusche zu 44 kg